# Jacobyanella modesta
Jacobyanella modesta là một loài bọ cánh cứng trong họ Chrysomelidae. Loài này được Brancsik miêu tả khoa học năm 1897.